# Resusci Anne
Resusci Anne, også kendt som Rescue Anne, er en trainingsdukke til kardiopulmonal genoplivning (tidligere ofte benævnt mund-til-mund-metode), der er udviklet af Laerdal Medical i Stavanger. Resusci Anne blev lanceret første gang i 1960, og ansigtet blev derefter modelleret af billedhuggeren Emma Matthiasen. Dukken er siden blevet forfinet mange gange og findes i dag i flere forskellige varianter, fra den helt enkle til teknisk avancerede udgaver.
Trainingsdukken har normal menneskestørrelse og bærer udseende af en ung kvinde. Ansigtet er dannet efter indtryk af dødsmasken til en ukendt pige fundet livløs i floden Seinen i Paris i slutningen af 1800-tallet.